# سوسن قوقازي
السوسن القوقازي (باللاتينية: Iris caucasica) هو أحد أنواع السوسن من الفصيلة السوسنية.

## الموئل والانتشار
ينتشر في بلاد الشام وتركيا والقوقاز.

## مرادفات للاسم العلمي
- (باللاتينية: Coresantha caucasica (Hoffm.) Klatt)
- (باللاتينية: Costia caucasica (Hoffm.) Willk.)
- (باللاتينية: Juno caucasica (Hoffm.) Tratt.)
- (باللاتينية: Neubeckia caucasica (Hoffm.) Alef.)
- (باللاتينية: Thelysia caucasica (Hoffm.) Parl.)
- (باللاتينية: Xiphion caucasicum (Hoffm.) Baker)